# Damaskus
Damaskus (Arabisk: دمشق, Dimashq) er hovedstaden og den næststørste by i Syrien efter Aleppo. Byen er grundlagt ca. 5000 f.Kr., og regnes for at være verdens ældste kontinuerligt beboede by. Damaskus har et anslået indbyggertal på 1.711.000 (2009).
Damaskus har gennem nyere tid haft en særdeles kraftig befolkningstilvækst, men siden borgerkrigen brød ud i 2011 har den præget indbyggertallet og bybilledet. Byen er dog relativt sikker, men flere gader er lukkede i hovedstaden, fordi der er frygt for militære angreb, og bygninger er barrikaderet med betonklodser. Desuden er der kommet adskillige kontrolposter i byen, hvor bevæbnede vagter holder øje. Damaskus har fortsat betydelige minoritetsgrupper, bl.a. kristne og de shiamuslimske alawier. Det tidligere blomstrende jødiske mindretal er overvejende udvandret til Israel.
Den gamle bydel, medinaen, ligger syd for floden Barada og omkranses af et vældigt befæstningsværk. Inden for bymuren finder man smalle, krogede gader med talrige små værksteder og forretninger. I den nordvestlige del ligger den berømte Umayyademoské og Suq el-Hamidiye, der med sit præg af det oprindelige Levanten var turisternes foretrukne handelskvarter. En række saneringsprojekter blev i 1990'erne sat i værk omkring moskéen. Damaskus' storhedstid var under de umayyadiske kaliffer fra 661 til 750, hvor Bagdad blev hovedstad for det muslimske storrige, idet abbasiderne overtog kalifatet.

## Befolkningsudvikling
| År   | Indbyggertal |  |
| ---- | ------------ |  |
| 1964 | ca. 563.000  |  |
| 1981 | 1.112.214    |  |
| 1994 | 1.394.322    |  |
| 1998 | 1.431.821    |  |
| 2005 | 1.576.797    |  |